# 飯塚萌木
飯塚 萌木（いいづか もえぎ、1998年6月11日 - ）は、日本の女優。埼玉県出身。

## 来歴
デビューは、赤ちゃん雑誌のモデルに応募したところ、表紙の撮影に呼ばれたことがきっかけであった。
2007年にはミュージカル「アニー」にケイト役で出演を果たす。その後、2009年にオーディションで念願のアニー役を射止め、スマイル組アニー役として演じた。同年のトゥモロー組アニー役は佐々木李子。
2013年頃までNEWSエンターテインメントに所属していたが、学業専念のため退所し、フリーで活動する。
2014年から2017年まで増田桜美、角田萌夏とのユニット『chouchou♥』としても活動していた。
2018年、東宝「第2回 Les Miserables × 帝劇　のどじまん・思い出じまん大会」で奨励賞受賞。
2021年9月30日付で日本コロムビアを退所し、約2年間のフリー期間を経て、2023年6月1日付でオスカープロモーション所属となる。

## 人物
- 身長160cm。
- 趣味・特技はバレエ、ジャズダンス、タップダンス、ピアノ[4]。
- 本人はお笑いが大好きで、2009年アニーのパンフレット上のインタビューではお笑い芸人のものまねが最近の趣味だと語っている。

## 出演

### CM
- エステWAM（九州地方限定[4]）
- TOTO「システムキッチン」 - 子供 役[4]
- 小学館「マミイ」
- ガリバー - 声の出演[4]
- マテル「バービーのパンやさんでアルバイト」（2006年[12]）
- コナミ「夢色パティシエール マイスイーツカード」（2009年[12]）

### バラエティ
- いないいないばあっ!（2000年4月 - 9月、NHK[12]）
- Theサンデー 男前ニュース（日本テレビ[4]）
- ひるこた（フジテレビ）
- 江原啓之スペシャル 天国からの手紙（フジテレビ）
- ココリコミラクルタイプ（フジテレビ）
- こたえてちょーだい!（フジテレビ）
- タイムショック（テレビ朝日） -  問題VTR[4]
- アートエンターテインメント 迷宮美術館（NHK-BS hi） - フルーツ姉妹 役[12]
- 大!天才てれびくん（NHK Eテレ） -  ドラまちがい「家政婦のロボ!?」 -  鈴木愛 役[12]
- ネタパレ （フジテレビ）

### テレビドラマ
- 女と愛とミステリー「温泉仲居探偵の事件簿2」（2003年、テレビ東京） - 美千代（幼少期） 役[12]
- DRAMA COMPLEX P・ハート〜子供嫌いの小児科医物語〜（2006年、日本テレビ）
- 水曜ミステリー9「子だくさん刑事」（2006年、テレビ東京） - 花巻クミ 役[12]
- 水曜ミステリー9「芸者小春姐さん奮闘記スペシャル」（2006年、テレビ東京） - 彦乃（幼少期）役[12]
- モンスターペアレント（2008年、フジテレビ） - コスプレ風の女の子 役[4]
- ドラマスペシャル 越境捜査3（2011年、テレビ朝日） - 奥村佳子（幼少期） 役[12]
- よる★ドラ「ビターシュガー」（2011年、NHK） - 五十嵐美月の友人 役[12]
- 戦国★男士（2012年、ローカル局） - 旭日（幼少期） 役[12][13]
- Play a Life（2023年、フジテレビ） - 大学生 役[14]

### 映画
- 亀は意外と速く泳ぐ（2005年） - 片倉スズメ（幼少期）役[12]

### VP
- UGA カラオケビデオ[4]
- SOFFet プロモーションビデオ[4]

### スチール
- イトーヨーカドー チラシ[4]
- 小学館「マフィン」9月号[4]
- 日本証券取引所 - 新聞広告[4]
- 大王製紙「エリエールフレンド オールスチール」（1999年[12]）
- マスセット「保育用品カタログ」（1999年[12]）
- 明治乳業 「ナイスデイファミリーカタログ」（1999年[12]）
- 日本ヴォーグ社「可愛い赤ちゃん服」（1999年[12]）
- ブティック社「ママの手作りベビー服」「赤ちゃんと楽しく遊ぶ布の手作りおもちゃ」「子供ブティック」「こどものエプロンとスモック」（2000年・2003年[12]）
- 髙島屋「七五三」カタログ（2001年[12]）
- トイザらス 「クリスマスポスター」（2001年[12]）
- 雄鶏社「こどものセーター＆小もの」（2003年[12]）
- 西武園ポスター（2003年[4]）

### Web
- インターネットドラマ「Happy Birthday」（2005年） - 少女 役[12]

### 舞台
- アニー
  - クリスマスコンサート（2006年 - 2010年、青山劇場[12]）
  - 2007年度公演（2007年、青山劇場、梅田芸術劇場シアター・ドラマシティー、愛知県芸術劇場大ホール） - ケイト 役[1][12]
  - 2009年度公演（2009年、青山劇場、梅田芸術劇場シアター・ドラマシティー、東京エレクトロンホール宮城、愛知県芸術劇場大ホール） - 主演・アニー 役[1][5][12]
- 劇団四季サウンド・オブ・ミュージック（2010年 - 2011年、四季劇場［秋］） -　次女・ルイーザ 役[12][15]
- フラボーイ〜いわき男子高校演劇部奮闘記〜（2012年、築地本願寺ブディストホール） -　子供 役[12]
- ミュージカル座「ひめゆり」（2017年[15]）
- 劇団TipTap「Play a Life」（2021年） - 教育実習生 役[15]
- ミュージカル座 ミュージカル「サイト」（2021年4月29日 - 5月2日、IMAホール） - ソフィーの世界 役（村上真理奈とのWキャスト） - 新型コロナウイルスの影響で公演中止[16]
- ミュージカル『四月は君の嘘』
  - 初演（2022年5月7日 - 7月3日、日生劇場 他） - アンサンブル[17]
  - 再演（2025年8月23日 - 10月13日、昭和女子大学人見記念講堂 他） - 井川絵見 役[18][19][20]
- ウキヨホテルプロジェクト『YOKOHAMA Short Stories』（2022年10月27日 - 30日、クリフサイド[21]）
- 演劇企画ユニット劇団山本屋「10号」『不器用な三角形は足枷を喰いちぎる』（2022年12月7日 - 11日、シアター・アルファ東京） - ヒロイン[22]
- ミュージカル「スター誕生2」（2023年2月1日 - 5日、中目黒キンケロ・シアター） - 星組ヒロイン・浅丘るみ 役[23]
- 相依為命〜あいよっていのちをなす〜（2023年4月5日 - 9日、シアター・アルファ東京） - 桜組・愛新覚羅嫮生 役[24]
- 東のボルゾイ第4回公演「IBUKI」（2023年5月24日 - 28日、中目黒キンケロ・シアター） - キリ 役[25]
- ミュージカル・ピカレスク『LUPIN 〜カリオストロ伯爵夫人の秘密〜』（2023年11月9日 - 2024年2月11日、帝国劇場 他[26]）
- ミュージカル「ケイン＆アベル」（2025年1月22日 - 2月16日、東急シアターオーブ / 2月23日 - 3月2日、新歌舞伎座[27]）
- Play a Life 10周年記念公演（2025年5月18日、博品館劇場）[28]

## ディスコグラフィ

### 歌手参加作品
| 発売日   | 商品名                               | 歌                   | 楽曲           | 備考                         |
| -------- | ------------------------------------ | -------------------- | -------------- | ---------------------------- |
| 時期不明 | ミュージカル『アニー』2009年度公演CD | 飯塚萌木             | 「メイビー」   | ミュージカル『アニー』関連曲 |
| 時期不明 | ミュージカル『アニー』2009年度公演CD | 飯塚萌木、佐々木李子 | 「トゥモロー」 | ミュージカル『アニー』関連曲 |